# Shota Umino
Shota Unno (海野 翔太, Umino Shōta), né le 17 avril 1997 à Tokyo, est un catcheur (lutteur professionnel) japonais. Il travaille actuellement à la New Japan Pro Wrestling, sous le nom de Shota Umino.

## Carrière

### New Japan Pro Wrestling (2016-...)
Lors de Honor Rising: Japan 2019 - Tag 1, il perd contre Zack Sabre, Jr..
Lors du premier tour de la New Japan Cup 2019, il perd contre Hiroshi Tanahashi.
Lors de Dominion 6.9 In Osaka-Jo Hall, il perd contre le IWGP United States Heavyweight Champion Jon Moxley et devient après le match le protégé de ce dernier, le manageant durant ces matchs avec Moxley le surnommant Shooter.
Lors de Royal Quest, lui, Ren Narita et Ryusuke Taguchi perdent contre Roppongi 3K (Rocky Romero, Sho et Yoh).

### Revolution Pro Wrestling (2018-...)
Lors de New Year's Resolution, Lui et Michael Oku battent Bullet Club (El Phantasmo et Hikuleo).
Lors de Risky Business 2020, il perd contre Jay Lethal,.
Lors de Unfinished Business, lui et Yota Tsuji perdent contre Aussie Open (Kyle Fletcher et Mark Davis). Lors de Uprising 2021, il perd contre Will Ospreay et ne remporte pas le RPW British Heavyweight Championship.

### Retour à la New Japan Pro Wrestling (2022-...)
Lors de The New Beginning In Sapporo 2023 - Tag 1, il perd contre Tetsuya Naitō.
Lors de Dominion 6.4 In Osaka-Jo Hall, lui et Blackpool Combat Club (Jon Moxley et Claudio Castagnoli) perdent contre Chaos (Kazuchika Okada et Tomohiro Ishii) et Hiroshi Tanahashi et ne remportent pas les NEVER Openweight 6-Man Tag Team Championship.
Son ascension rapide dans les rangs de la NJPW conduit la promotion a annoncé la formation des Reiwa Three Musketeers, le 30 juin, composée de Umino, Ren Narita et Yota Tsuji, la distinction remontant à 1988, lorsque Masahiro Chōno, Shinya Hashimoto et Keiji Mutō ont été nommés les Trois Mousquetaires originaux lors d'une excursion ensemble à Porto Rico et plus tard en 2004 à Hiroshi Tanahashi, Shinsuke Nakamura et Katsuyori Shibata en tant que New Three Musketeers, chacun devenant des figures indélébiles de l'histoire de NJPW. Cependant, Umino et Tsuji n'ont pas été amusé par l'annonce, la jugeant irrespectueuse envers les Trois Mousquetaires originaux. Affirmant que le président de la NJPW, Takami Obari s'accrochait à son passé.
Lors de Forbidden Door (2023), lui, Blackpool Combat Club (Claudio Castagnoli, Jon Moxley et Wheeler Yuta) et Konosuke Takeshita perdent contre The Elite ("Hangman" Adam Page et The Young Bucks), Eddie Kingston et Tomohiro Ishii.
Lors de Power Struggle ~ Super Junior Tag League 2023, il perd contre Will Ospreay et ne remporte pas le IWGP United States Heavyweight Championship.
Lors de Wrestle Kingdom 18, lui et Kaito Kiyomiya perdent contre House of Torture (Evil et Ren Narita).

## Palmarès
- Revolution Pro Wrestling
  - Revolution Rumble (2020)

## Récompenses des magazines
- Pro Wrestling Illustrated

| Année | 2019 | 2020 à 2021 | 2022 | 2023 | 2024 |
| ----- | ---- | ----------- | ---- | ---- | ---- |
| Rang  | 334  | Non classé  | 336  | 146  | 98   |

- Wrestling Observer Newsletter

| # | Résultat | Adversaire                                                     | Évènement                                     | Date            | Durée | Lieu                     | Notes |
| - | -------- | -------------------------------------------------------------- | --------------------------------------------- | --------------- | ----- | ------------------------ | --- |
| 1 | Défaite  | Chaos (Kazuchika Okada et Tomohiro Ishii) et Hiroshi Tanahashi | Dominion 6.4 In Osaka-Jo Hall                 | 4 juin 2023     | 20:38 | Osaka-Jo Hall, Osaka     | Il s'agit d'un Six Man Tag Team Match où Umino faisaient équipe avec Blackpool Combat Club (Jon Moxley et Claudio Castagnoli) pour les NEVER Openweight 6-Man Tag Team Championship. |
| 2 | Défaite  | Will Ospreay                                                   | Power Struggle ~ Super Junior Tag League 2023 | 4 novembre 2023 | 40:16 | EDION Arena Osaka, Osaka | Le IWGP United States Heavyweight Championship d'Ospreay était en jeu. |